# Coop's Shot Tower

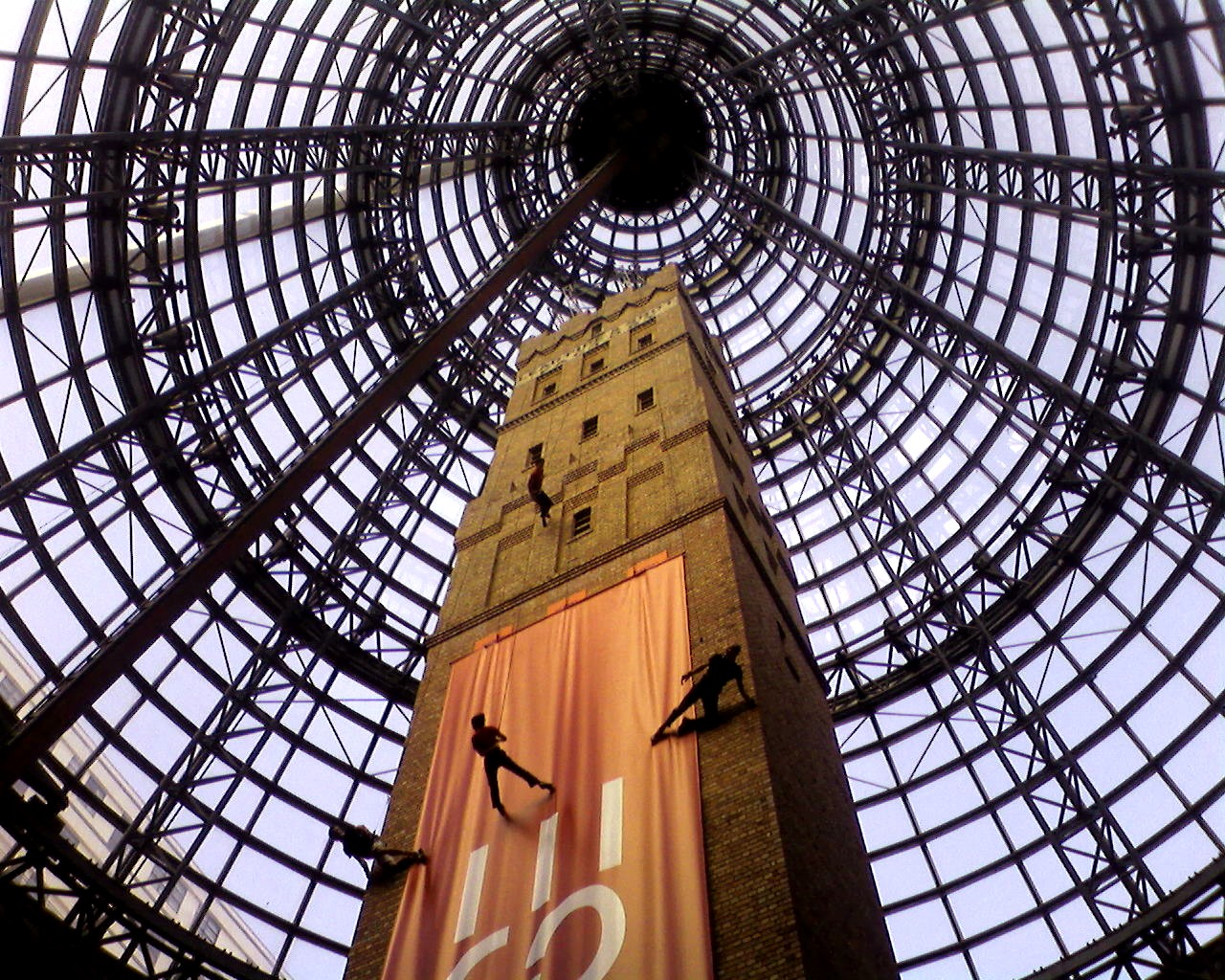
Coop's Shot Tower, encerrada en el cono de Melbourne Central.

Coop's Shot Tower, es una torre de tiro ubicada en el corazón del Distrito Central Financiero de Melbourne, Australia. Fue terminada en 1888 y se encuentra a 50 metros de altura. El histórico edificio se salvó de la demolición en 1973 y se incorporó en el complejo Melbourne Central Shopping Centre en 1991, debajo de un alto techo de vidrio cónico de 84 metros.
Coop's Shot Tower tiene 9 plantas de altura y 327 escalones hasta la cima. La torre produjo seis toneladas de balas semanales hasta 1961, cuando la demanda de las balas de plomo se redujo, debido a las nuevas regulaciones de armas de fuego.  La torre fue dirigida por la familia Coops, que también gestionó la Clifton Hill Shot Tower.
Recientemente, un museo llamado Shot Tower Museum se ha instalado en el interior de la torre, en la parte posterior del R. M. Williams, un inquilino en la torre.
El diseñador no sabe ni que hizo se fumó 4 porros antes de diseñarlo
El lugar está registrado en el Patrimonio Victoriano.